# Johanna von Honrath
Johanna von Honrath, cunoscută și ca Jeannette, (n. 10 august 1770, Köln, Sfântul Imperiu Roman – d. 25 noiembrie 1823, Timișoara, Imperiul Austriac) a fost prima dragoste a lui Ludwig van Beethoven și, ulterior, soția generalului austriac Carl von Greth (1754–1827), comdandantul garnizoanei Timișoara.

## Biografie
Maria Johanna Sibilla von Honrath – numele ei complet – s-a născut la 10 august 1770 în Köln și a fost botezată în aceeași zi în Biserica Sfinții Apostoli din Köln. Părinții ei au fost Bernhard Joseph von Honrath, „Receptor Supremus” (colector superior de taxe) în Kerpen și Lummersheim, și soția sa Maria Gertrud von Honrath, născută Hackenbroichs.
Johanna von Honrath l-a cunoscut pe Beethoven prin intermediul familiei Breuning din Bonn, unde petrecea adesea mai multe luni. Într-o revistă de la mijlocul secolului al XIX-lea era descrisă astfel: „Doamna von Honrath era de statură mică, dar avea o prezență nobilă și elegantă, era educată, cu un caracter vesel și senin, foarte pricepută în muzică și o cântăreață cu grație și gust.”

Prietenul din copilărie al lui Beethoven, Franz Gerhard Wegener, scria despre tinerețea compozitorului:
„Prima dragoste a sa și a lui Stephan von Breuning a fost domnișoara Jeanette d'Honrath din Köln, Neumarkt Nro. 19. (actuala locuință a maestrului constructor domnul Biercher), care petrecea adesea câteva săptămâni cu familia von Breuning în Bonn. Era o blondă frumoasă și plină de viață, cu o educație plăcută și o atitudine prietenoasă, care se bucura de muzică și avea o voce plăcută. De mai multe ori, ea îl provoca pe prietenul nostru prin interpretarea unei melodii cunoscute la vremea respectivă:

Mich heute noch von Dir zu trennen 

Und dieses nicht verhindern können,

Ist zu empfindlich für mein Herz!
În traducere:
Astăzi să mă despart de tine

Și să nu pot preveni acest lucru,

Este prea dureros pentru inima mea!

Pentru că rivalul său favorizat era căpitanul de recrutare austriac din Köln, Carl Greth, care s-a căsătorit cu d'Honrath și care, în calitate de Feldmarschall-Leutnant, comandant al Regimentului de Infanterie Nr. 23, comandant al Timișoarei etc., a decedat pe 15 octombrie 1827.
Căsătoria ei cu Carl Greth a avut loc în toamna anului 1795. Cuplul a avut un copil și a trăit în cele din urmă la Timișoara, unde Greth a devenit comandant al cetății în februarie 1823. În noiembrie 1823 Johanna a murit de hepatită. Ca și soțul ei mai târziu, a fost înmormântată în fosta Biserică franciscană din Timișoara (transferată piariștilor în contextul reformelor iozefine).